# جاناتان کایسدو
جاناتان کایسدو (انگلیسی: Jonathan Caicedo؛ زادهٔ ۲۸ آوریل ۱۹۹۳) دوچرخه‌سوار اهل اکوادور است.
از باشگاه‌هایی که در آن بازی کرده‌است می‌توان به کنندیل–دراپاک اشاره کرد.